# 미미 웹
미미 웹(Mimi Webb, 2000년 7월 23일 ~ )은 잉글랜드의 싱어송라이터이다. 2020년 데뷔 싱글 "Before I Go"를 발매했으며, 2021년 싱글 "Good Without"을 통해 UK 싱글 차트 8위까지 올랐다. BBC 사운드 오브 2022 후보에 올랐다.

## 음반 목록

### 정규 음반
- Amelia (2023)

### EP
- Seven Shades of Heartbreak (2021)